# Райони Лівану
Ліван поділяється на 6 провінцій (мохафаза араб. محافظة), котрі у свою чергу діляться на 25 районів (када араб. قضاء). Райони — на муніципалітети.

## Бейрут (провінція)
- Бейрут

## Бекаа (провінція)
Провінція поділяється на 5 районів:
- Захле
- Баальбек
- Хермель
- Рашайя
- Західна Бекаа

## Гірський Ліван (провінція)
Провінція поділяється на 6 районів:
- Алей
- Баабда
- Джебейль
- Кесерван
- Матн
- Шуф

## Набатія (провінція)
Складається з чотирьох районів:
- Набатія
- Марджаюн
- Хасбайя
- Бінт-Джбейль

## Південний Ліван (провінція)
Провінція складається з трьох районів:
- Сидон
- Джеззін
- Тір

## Північний Ліван (провінція)
Провінція поділяється на 7 районів:
- Аккар
- Батрун
- Бішарі
- Згарта
- Кура
- Мініє-Даніє
- Триполі